# دب (فلم 2010)
دب (بالإنجليزية: bear) هو فيلم رعب وإثارة تم إنتاجه في الولايات المتحدة وصدر سنة 2010 من بطولة كاتي لويس وباتريك سكوت لويس وبريندان مايكل كولين.

## القصة
رجل أعمال وزوجته بالإضافة إلى شقيقه وصديقة شقيقه يذهبون بسيارة عبر الريف لأجل الاحتفال بعيد ميلاد أحد أقاربهم؛ لكن السيارة تتعطل في مكان لا يوجد فيه إشارة للهاتف، وعندها يتعرضون لهجوم من قبل دب رمادي ليعيشوا جحيم حقيقي.

## الميزانية والإيرادات
كلف الفيلم ميزانية تقدر بـ 10 مليون دولار أمريكي.

## روابط خارجية
- مقالات تستعمل روابط فنية بلا صلة مع ويكي بيانات